# Disracha persimilis
Disracha persimilis är en fjärilsart som beskrevs av George Francis Hampson 1910. Disracha persimilis ingår i släktet Disracha och familjen tandspinnare. Inga underarter finns listade i Catalogue of Life.